# Ciri Rojo
Ciri Rojo es el nombre de una variedad cultivar de manzano (Malus domestica). La manzana 'Ciri Blanc' una variación de piel amarilla blanquecina está cultivada en la colección de la Estación Experimental Aula Dei (Zaragoza) con n.º de accesión 3402. Esta manzana es originaria de la Comunidad autónoma de Cataluña, provincia de Barcelona, y en la Comunidad Valenciana es conocido como 'Perelló'. Muy solicitado para cultivo en jardines y huertos particulares.

## Sinónimos
- "Ciri Vermell",[5]
- "Ciri Roig",[7]
- "Cirio Rojo",
- "Perelló" (en Valencia),
- "Perellonet".[8][9]

## Historia
Variedad de Cataluña, cuyo cultivo conoce cierta expansión sobre todo a los catálogos de venta de los viveristas con vistas a huertos y jardines particulares.

## Características
El manzano de la variedad 'Ciri Rojo' tiene un vigor medio; porte erecto; inicio de floración medio, duración de la floración larga.
La variedad de manzana 'Ciri Rojo' tiene un fruto de tamaño mediano; forma tronco-cónica más alta que ancha, con contorno irregular; piel lisa, fina; con color de fondo verde-amarillo, sobre color importante, siendo el color del sobre color rosado aunque rojo en la insolación, siendo su reparto en chapa y rayas, y una sensibilidad al "russeting" (pardeamiento áspero superficial que presentan algunas variedades) ausente.
Carne de color blanco crema con tintes verdosos; textura carne dura, y levemente jugosa; sabor muy dulce y agradable.
La manzana 'Ciri Roja' tiene una época de maduración y recolección muy tardía, madura en el invierno. Variedad tardía que resiste a la conservación fuera del frigorífico. Se usa como manzana de mesa fresca de mesa.
La manzana 'Ciri Roja' también se presenta con la piel amarilla blanquecina denominada 'Ciri Blanc' (sino. 'Ciri Groga').